# Figulus punctatus
Figulus punctatus is een keversoort uit de familie vliegende herten (Lucanidae). De wetenschappelijke naam van de soort werd in 1873 gepubliceerd door Charles Owen Waterhouse.